# Gabriele Berg
Gabriele Berg (* 1963 in Potsdam) ist eine Biologin, Biotechnologin und Hochschullehrerin für Umweltbiotechnologie an der Technischen Universität Graz. Ihre Forschungsschwerpunkte sind molekulare Analysen mikrobieller Funktionen an der Pflanze speziell in der Rhizosphäre sowie die Entwicklung nachhaltiger Verfahren zum Pflanzenschutz und zur -vitalisierung mit antagonistischen Mikroorganismen und Bioeffektoren.

## Leben und Wirken
Nach dem Abitur an der Helmholtzschule Potsdam 1981 studierte Berg an der Universität Rostock Biologie. Nach dem Abschluss mit Auszeichnung (1986) absolvierte sie ein einjähriges Forschungsstudium für Mikrobiologie und Biotechnologie an der Universität Greifswald. 1995 folgte die Promotion zum Dr. rer nat mit „magna cum laude“ und im Jahr 2001 mit der Habilitationsschrift zu Antagonistischen Mikroorganismen die Venia Legendi für Mikrobiologie. 2003 erhielt Berg ein Heisenberg-Stipendium der Deutschen Forschungsgemeinschaft (DFG). Im Jahr 2005 wurde sie als erste Professorin auf einen naturwissenschaftlichen Lehrstuhl der Technischen Universität Graz berufen. Seit Mai 2021 forscht Berg am Leibniz-Institut für Agrartechnik und Bioökonomie e. V. (ATB) in Potsdam und übernimmt einen Lehrstuhl am Institut für Biochemie und Biologie der Universität Potsdam.

## Arbeitsgebiete
Der Fokus von Bergs Forschungsarbeit liegt auf dem Gebiet der Umweltbiotechnologie. Ein besonderes Ziel der Forschung besteht in der Entwicklung nachhaltiger biotechnologischer Verfahren zur Verbesserung des mikrobiellen Leistungspotenzials intensiv landwirtschaftlich genutzter Böden insbesondere für den biologischen Pflanzenschutz mit Pflanzenstärkungsmitteln und Biostimulanzien. Die Kombination aus Grundlagenforschung zum Pflanzennmikrobiom und angewandter Forschung erlaubt neue Entdeckungen und die Entwicklung innovativer biotechnologischer Produkte und Verfahren. Zu den wichtigsten Ergebnissen zählen Erkenntnisse über die pflanzenspezifische Zusammensetzung des Rhizosphärenmikrobioms, das Mikrobiom der Pflanzen als wichtige Quelle für Innenräume[10], die mikrobielle Gemeinschaft als dritte, funktionelle Komponente der Flechtensymbiose und die essentielle Funktion von Mikrobiomen für Moorökosysteme. Darüber hinaus wurde die Rhizosphäre als Quelle multiresistenter Bakterien identifiziert und die vielseitige Interaktion von Stenotrophomonas und Serratia mit ihren Wirten aufgedeckt. Die wichtigen Produktentwicklungen sind das Pflanzenstärkungsmittel Salavida, die Reinraumtechnologie PDc (photodynamic disinfection certified technology; www.ortner-group.com/de/node/356), eine neue Protease für Flüssigwaschmittel (WO 2009010392 A1) sowie die flüchtige Substanzen biogenen Ursprungs zur biologischen Kontrolle von Mikroorganismen (www.roombiotic.com).

## Mikrobiom von Äpfeln
2021 bezeichnet Berg die Apfel-Mikrobiom-Untersuchung, die sie gemeinsam mit Schülern durchgeführt hat als „meine kleinste, aber auch berühmteste Publikation.“ An Apple a Day. Which Bacteria Do We Eat With Biological and Conventional Apples? Frontiers in Microbiology, Juli 2019, wurde bis 22. Februar 2021 2491 mal zitiert.

## Mitgliedschaften
- Senat der TU Graz
- International Verticillium Steering Committee
- Austrian Society for Biomedical Engineering (ÖGBMT), Vorsitz der Sektion Süd
- Deutsche Phytomedizinische Gesellschaft (DPG), Vorsitz Arbeitskreis Biologische Bekämpfung (2004–2012)
- Editorial Boards: FEMS Microbial Ecology (2000–2010), ISME Journal (2007-)

## Auszeichnungen
- Science2Business Award Austria
- ÖGUT Umweltpreis
- Fast Forward Award Styria
- Steirerin des Tages, Kleine Zeitung, 22. Februar 2021
- 2021: Forschungspreis des Landes Steiermark
- 2022: Ehrenzeichen des Landes Steiermark für Wissenschaft, Forschung und Kunst[8]
- 2025: Wissenschaftspreis der Österreichischen Forschungsgemeinschaft[9]

## Veröffentlichungen
Gabriele Berg ist an 289 Publikationen beteiligt die 10.998 mal zitiert wurden; ihr h-Index beträgt 56 (3/2016)
Nachfolgend eine kleine Publikationsauswahl
- G. Berg u. a.: Plant-dependent genotypic and phenotypic diversity of antagonistic rhizobacteria isolated from different Verticillium host plants. In: Appl. Environ. Microbiol. 68, 2002, S. 3328–3338.
- G. Berg, L. Eberl, A. Hartmann: The rhizosphere as a reservoir for opportunistic human pathogenic bacteria. In: Environ. Microbiol. 71, 2005, S. 4203–4213.
- J. Lottmann u. a.: Influence of transgenic T4-lysozyme-producing plants on beneficial plant-associated bacteria. In: FEMS Microb. Ecol. 29, 1999, S. 365–377.
- K. Smalla, G. Berg u. a.: Bulk and rhizosphere soil bacterial communities studied by Denaturing Gradient Gel Electrophoresis: plant dependent enrichment and seasonal shifts. In: Appl. Environ. Microbiol. 67, 2001, S. 4742–4751.
- K. Opelt, G. Berg u. a.: High specificity but contrasting biodiversity of Sphagnum-associated bacterial and plant communities in bog ecosystems independent of the geographical region. In: The ISME journal. 1, 2007, S. 502–516.
- H. Müller, G. Berg u. a.: Quorum-sensing effects in the antagonistic rhizosphere bacterium Serratia plymuthica HRO-C48. In: FEMS Microb. Ecol. 67, 2009, S. 468–467.
- M. Grube, G. Berg u. a.: Species-specific structural and functional diversity of bacterial communities in lichen symbiosis. In: The ISME J. 3, 2009, S. 1105–1115.
- R. P. Ryan, G. Berg u. a.: Versatility and adaptation of bacteria from the genus Stenotrophomonas. In: Nature Microbiol. Rev. 7, 2009, S. 514–525.
- A. Bragina, C. Berg, G. Berg: The core microbiome bonds the Alpine bog vegetation to a transkingdom metacommunity. In: Molecular Ecology. 24, 2015, S. 4795–4807.
- A. Mahnert, C. Moissl-Eichinger, G. Berg: Microbiome interplay: plants alter microbial abundance and diversity within the built environment. In: Front Microbiol. 6, 2015, S. 887.